# Reação de Landau
Reação de Landau ou reflexo de Landau é um reflexo normal encontrado em bebês de até um ano de idade, sendo abolido ou encontrado exageradamente na existência de alguma doença. O termo "Landau" faz referência ao pediatra alemão que o descreveu.
Para testar a reação de Landau, o examinador segura com firmeza o lactente horizontalmente, por baixo do tronco, e se o mantiver no ar, a cabeça ergue-se automaticamente e as pernas acompanham a extensão (craniocaudal). A flexão súbita da cabeça, produz-se flexão total do corpo inteiro. Este reflexo está presente por alguns meses durante o primeiro ano de vida por que a criança, com isso, experimenta sua posição no espaço. A partir dos 4 ou 5 meses (extensão da cabeça e do tronco); dos 6 a 8 meses estende membros inferiores. Este reflexo vai até os doze meses.